# Ледяные шары
Ледяны́е шары́ (англ. ice eggs, ice balls, ледяные яйца или шары) — редкий природный феномен, связанный с особыми условиями замерзания морской, реже озёрной воды в период ледостава. Как правило, ледяные шары образуются в ветреную, но не штормовую погоду при переохлаждённом воздухе, когда небольшие кусочки морского льда перекатываются в зоне прибоя, постепенно приобретая почти правильную шаровидную форму. После ослабевания ветра или отступления воды во время отлива их может выбросить на берег, где они иногда остаются в виде кучек или геометрически упорядоченных рядов.
Как правило, ледяные шары образуются в местах с холодным климатом, прежде всего, в арктической зоне, на берегах Ледовитого океана. Однако наибольший резонанс получают сообщения и, особенно, фотографии из густонаселённых районов. Самыми известными случаями стали ледяные шары в Эстонии, Петербурге, северной Америке и северной Германии. В 1966 году Мичиганский университет опубликовал результаты аэрофотосъёмки берегов Великих озёр с ледяными шарами.

## Версии происхождения
Начальное формирование шаров происходит концентрическими намерзающими слоями вокруг небольшого исходного ядра в бурную ветреную погоду. Вспенивание переохлаждённой смеси воды с ледяным салом и снежурой, продуваемой морозным бризом с температурой заметно ниже 0 °C, постепенно наращивает слои льда и снега на первоначальном кусочке, который постепенно вырастает до размеров плавающего шара, зачастую катящегося силой волн по направлению к берегу.
В разных случаях детали процесса образования шаров, а также их внешний вид и размер могут отличаться в зависимости от конкретной метеорологической ситуации. В целом можно сказать, что шары формируются во время волнения из сложного состава ледяной шуги, которая постоянно перемешивается с переохлаждённой водой, образуя комковатые снежно-ледяные формы. Отдалённо этот процесс напоминает постепенное скатывание снежного кома от первоначального маленького снежка до громадного шара. Окончательный процесс округления и шлифовки, вероятнее всего, происходит уже в зоне прибоя, под действием постепенно утихающих волн, перекатывающих их по мелководью у берега. Почти таким же образом волны окатывают и шлифуют гальку на пляже с тем только отличием, что с ледяными шары значительно мягче и потому шлифуются гораздо быстрее.
Важно также, чтобы ветер в месте гипотетического образования ледяных шаров был переохлаждённым, однако не слишком сильным.
Таким образом, чтобы сначала сформировать ледяные шары, а затем вынести их на берег, требуется особое сочетание условий, начиная от силы, направления и морозности ветра, глубины моря, температуры воды и, наконец, формы береговой линии. Всё перечисленное и обуславливает редкость явления. При благоприятных условиях со временем снежно-ледяные шары могут вырастать и до очень крупных размеров. К примеру, в 2016 году в Западной Сибири на берег Ледовитого океана выбросило гигантские шары, некоторые из которых достигали метра в поперечнике.
Вероятно, возможен и несколько иной вариант образования шаров. При замерзании воды в спокойной воде морской лёд проходит через несколько обязательных фаз. Сначала образуются отдельные ледяные иглы, которые, срастаясь, быстро переходят в так называемое ледяное сало. Если к этому процессу прибавляется ещё и выпадающий снег, то в поверхностном слое воды образуется смесь: снежура, а затем и шуга, результатом смерзания которой при спокойной погоде становится нилас или ниласовый лёд. Однако уже при небольшом волнении нилас легко разламывается и дробится на части, образуя так называемый блинчатый лёд, который выглядит как небольшие ледяные пластинки льда округлой формы. Чаще всего их размеры находятся в пределах от 10 до 50 сантиметров, но иногда могут достигать диаметра трёх метров при толщине около 10 сантиметров. Последняя величина как раз и соответствует среднему диаметру ледяных шаров в Финском заливе.
Дальнейший процесс в целом уже был описан выше и в каждом конкретном случае может иметь свои особенности. Если разобрать его на конкретном примере начала декабря 2014 года, когда в окрестностях Санкт-Петербурга на берегу Финского залива были найдены «залежи» ледяных шаров, общая картина выглядит примерно следующим образом. В этот период ударили ранние сильные морозы. Столбик термометра по ночам опускался до 20 градусов ниже нуля, вода в заливе начала быстро замерзать, образуя блинчатый лёд. Затем ветер усилился, поднялось небольшое волнение, береговой прибой разбивал отдельные льдины, переворачивая и окатывая осколки, за несколько часов работы превращая их в шары примерно одинакового размера, образованные по толщине льда.

## Места обнаружения

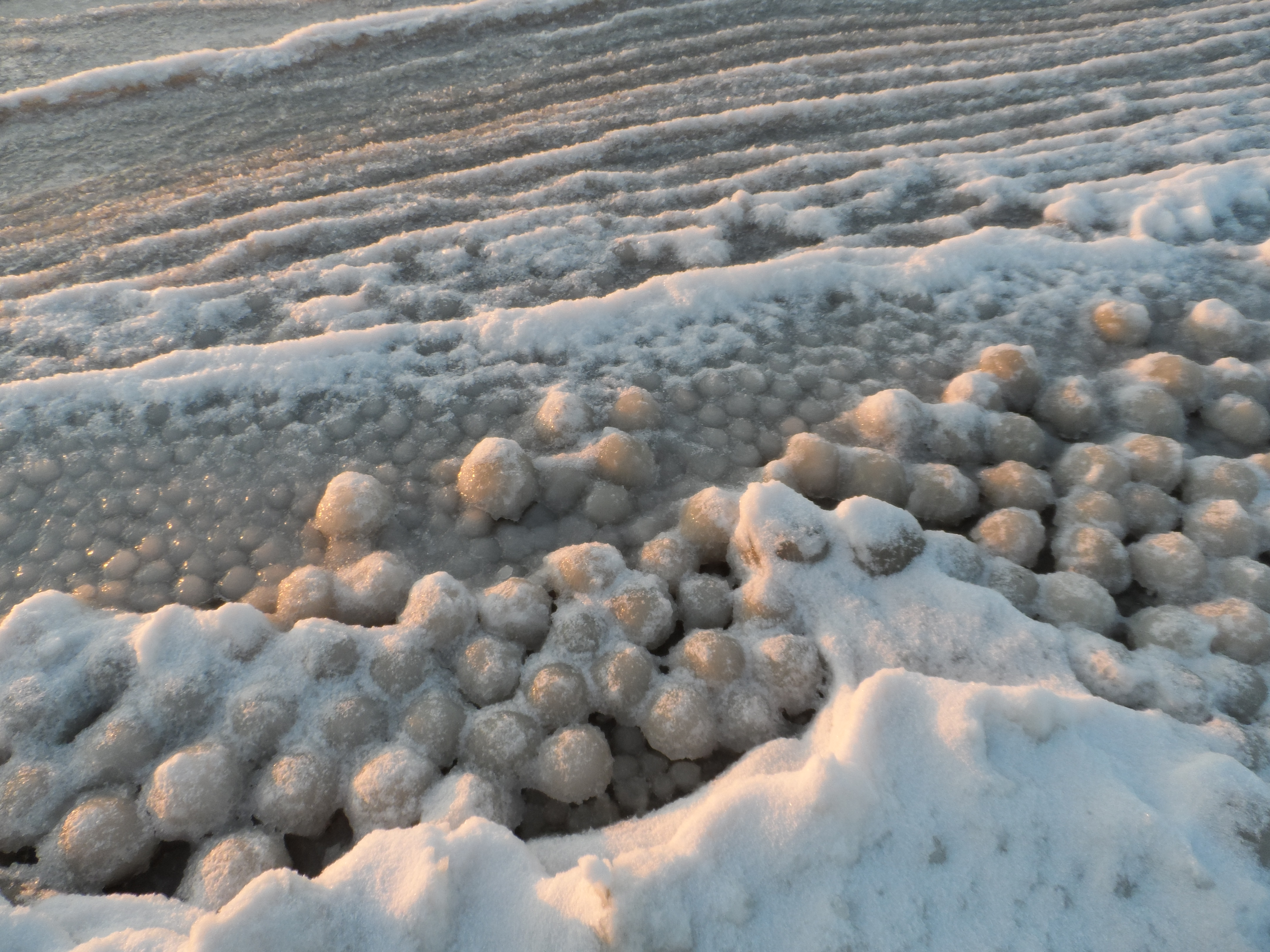
Два слоя ледяных шаров (Эстония, ноябрь 2014)

По словам специалиста-гидролога из Финского метеорологического института, ледяные шары — явление сравнительно редкое, однако отнюдь не беспрецедентное. При благоприятном стечении условий, их обнаруживают на финском побережье примерно раз в год.
В 2016 году в северо-западной части Сибири, недалеко от села Ныда, на берег Обского залива была выброшена масса снежно-ледяных шаров разного размера, от 10 сантиметров до метра в диаметре. Почти 18-километровый участок побережья оказался забросан белыми ледяными шарами. Объясняя это явление, пресс-секретарь Арктического и Антарктического научно-исследовательского института Сергей Лисенков выдвинул версию возникновения шаров из мокрого шламового льда, обточенного действием ветра, волн и прибоя.
В конце 2019 года тысячи ледяных шаров яйцевидной формы были найдены на побережье острова Хайлуото, расположенного в Ботническом заливе между Финляндией и Швецией. Их размер варьировал от яйца до футбольного мяча. Примечательно, что ледяные шары 2019 года полностью занимали всю береговую линию при чистой воде, совершенно лишённой льда.
В период ледостава при ветреной погоде ледяные шары белого цвета регулярно выбрасывает также на берега Великих озёр, где их привычно называют «ice balls».